# Klan Czerwonego Lisa
Klan Czerwonego Lisa (ang. The Red Fox Clan) – trzynasty tom cyklu powieści fantasy Zwiadowcy, australijskiego pisarza Johna Flanagana.

## Opis fabuły
W Królestwie Araluen sprawy nie mają się dobrze. Grupa spiskowców pragnie przywrócenia starego prawa, według którego tylko potomek króla w linii męskiej ma prawo odziedziczyć tron. Buntownicy tworzą tajne stowarzyszenie zwane Klanem Czerwonego Lisa i wszelkimi siłami starają się nie dopuścić do objęcia władzy przez córkę króla Duncana – chwilową regentkę Cassandrę, a w przyszłości przez jej córkę, księżniczkę Madelyn.  Rycerze Horace'a pod przewodnictwem jego i Gilana muszą stawić czoło zdradzieckim i podstępnym wrogom. Maddie odkrywa nieujawnione dotychczas tajemnice i docenia wreszcie jak ważne było utrzymanie jej szkolenia na zwiadowcę w tajemnicy.